# コブラ (装甲車)
コブラ（トルコ語: Kobra）は、トルコのオトカ社がプライベートベンチャーとして開発した軽装輪装甲車である。1997年からトルコ陸軍への配備が開始された。
構成部品には国産以外の既存製品も用いられており、シャーシはアメリカ製のハンヴィーと同じAMゼネラル社のECV シャーシを使用している。

## 概要
コブラは、V字型の車底を持つモノコック構造の装甲車で、前面と側面には防弾ガラスが装備されている。装甲は5.56mm弾、7.62mm弾および対人・対戦車地雷に対処したものだが、必要に応じて防御力強化のための増加装甲をボルト止めする事も可能である。また、前輪部分のアーチは地雷の爆風を逃がすように設計されている。
コブラには、ウォータージェットスラスターを装備した水陸両用型や1人用砲塔を装備したタイプなど、様々なバージョンがあり、基本型の装甲兵員輸送車以外にも戦車駆逐車や偵察車・地上監視レーダー車・（砲撃ないし空爆の）前進統制車両・装甲救急車・指揮通信車など様々な用途に使用可能である。
車両には12.7mm重機関銃や20mm機関砲、BGM-71 TOWやスパイクなどの対戦車ミサイル、地対空ミサイルなどを装備することが可能である。また、車体側面各2ヶ所と後部ドアには銃眼が設けられている。
派生型として車体を延長し、4ドアにしたコブラ2も存在する。
|          | VBL      | LMV       | コブラ   | 軽装甲機動車 | イーグル | エノク  |
| -------- | -------- | --------- | -------- | ------------ | -------- | ------- |
| 画像     |          |           |          |              |          |         |
| 全長     | 3.87 m   | 5.50 m    | 5.23 m   | 4.40 m       | 5.37 m   | 4.82 m  |
| 全幅     | 2.02 m   | 2.05 m    | 2.22 m   | 2.04 m       | 2.16 m   | 1.90 m  |
| 全高     | 1.70 m   | 1.95 m    | 2.10 m   | 1.85 m       | 2.00 m   | 1.90 m  |
| 重量     | 約3.59 t | 約6.5 t   | 約6.2 t  | 約4.5 t      | 約8.5 t  | 約5.4 t |
| 最高速度 | 95 km/h  | 130 km/h  | 115 km/h | 100 km/h     | 110 km/h | 96 km/h |
| 乗員数   | 2 - 3名  | 1+3 - 6名 | 1+8名    | 1+3 - 4名    | 1+4名    | 2 - 6名 |

|          | EQ2050   | GAZ-2330 | ハスキーTSV     | ホークアイ | KLTV     | L-ATV    |
| -------- | -------- | -------- | --------------- | ---------- | -------- | -------- |
| 画像     |          |          |                 |            |          |          |
| 全長     | 4.97 m   | 5.70 m   | 5.84 - 6.86 m   | 5.78 m     | 4.90 m   | 6.2 m    |
| 全幅     | 2.134 m  | 2.30 m   | 2.438 m         | 2.39 m     | 2.20 m   | 2.5 m    |
| 全高     | 1.916 m  | 2.30 m   | 2.311 - 2.362 m | 2.39 m     | 2.0 m    | 2.6 m    |
| 重量     | 約3.25 t | 約7.6 t  |                 | 約7.0 t    | 約5.7 t  | 約6.4 t  |
| 最高速度 | 135 km/h | 140 km/h |                 | 130 km/h   | 130 km/h | 110 km/h |
| 乗員数   | 1+3名    | 2+10名   | 2+2名           | 1+4 - 5名  | 1+6名    | 1+3名    |

## 採用国

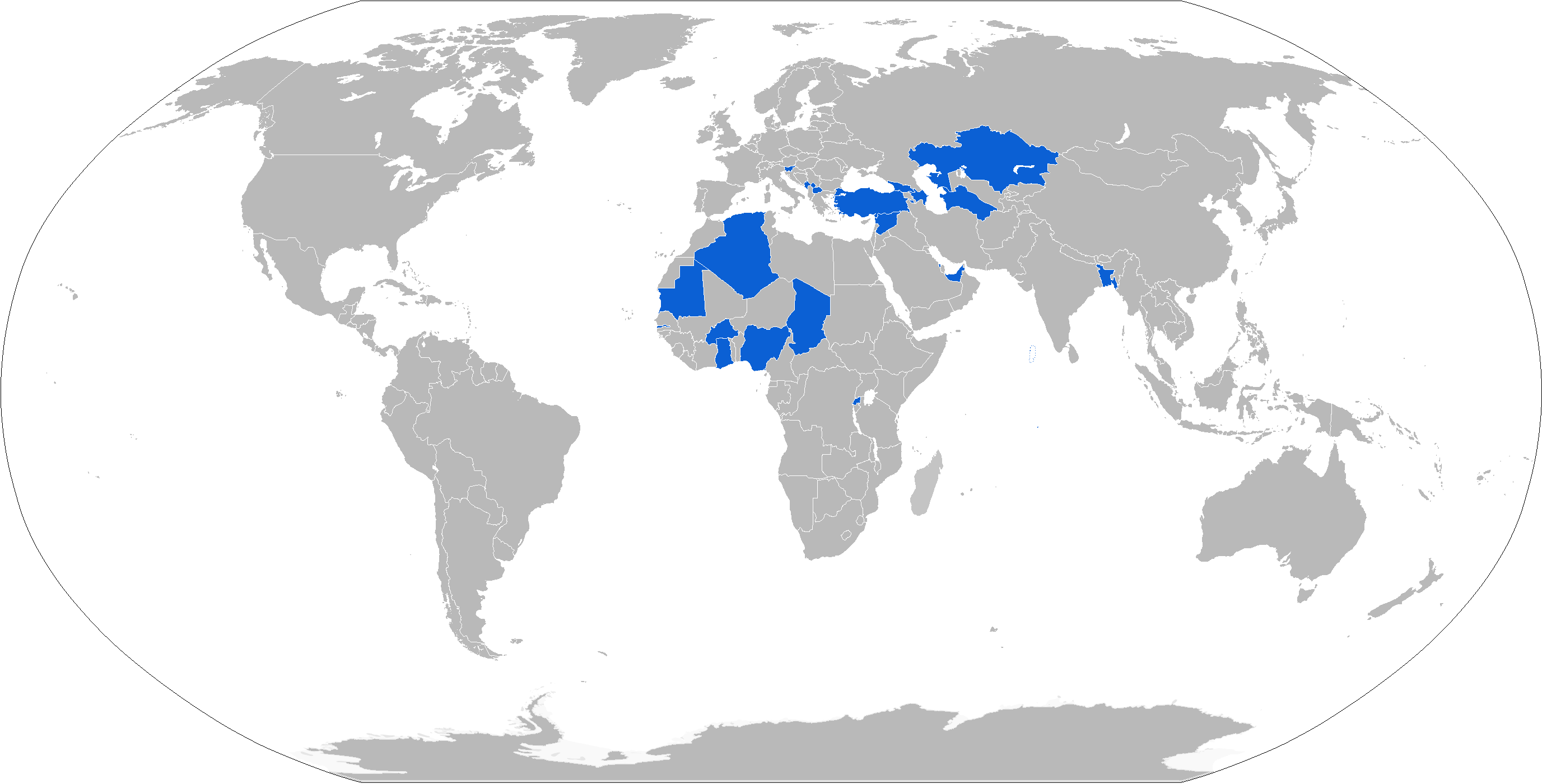
採用国(青)

- アゼルバイジャン - 2024年時点で、アゼルバイジャン陸軍が35両のコブラを保有[1]。
- アルジェリア - 600両
- バングラデシュ - 24両
- バーレーン
- ブルキナファソ
- チャド
- エクアドル - 2024年時点で、エクアドル陸軍が20両のコブラIIを保有[2]。
- ジョージア - 300両[注釈 1]
- ガンビア - トルコとの軍事協力協定に基づき、2023年9月に2両、2025年1月に17両のコブラを受領[4]。
- ガーナ
- イラク - 600両
- カザフスタン - 2023年時点で、カザフスタン陸軍が17両のコブラを保有[5]。
- コソボ
- サウジアラビア
- モルディブ - 5両
- 北マケドニア - 2024年時点で、北マケドニア共和国軍が2両のコブラを保有[6]。
- モンテネグロ
- モーリタニア
- ナイジェリア - 204両
- ルーマニア - 2024年11月27日、1059両のコブラIIを約9億ドルで発注した[7]。
- ルワンダ
- スロベニア - 10両（イスラエルのラファエル製、サムソン RCWSを装備）
- シリア
- トルコ - 1,200両
- トルクメニスタン - 2024年時点で、トルクメニスタン陸軍が4両以上のコブラを保有[8]。
- アラブ首長国連邦
- 国際連合